# Wikov IV/16
Jedním z prvních prototypů prostějovské automobilky byl Wikov IV/16 z roku 1924, na který navázaly modifikace IV/18 a V/20.

## Vznik a vývoj
Základ prostějovské automobilky se zrodil v prosinci roku 1918, kdy se fúzí spojily místní firmy F. Wichterle (zal. 1878) a F. & J. Kovářík (zal. 1894), které doposud produkovaly téměř identický výrobní program, především zemědělské stroje. Značka Wikov byla co do objemu výroby naší nejmenší meziválečnou automobilkou, moderním konstrukčním řešením však předčila mnohem větší a starší továrny a stala se tak po zásluze středem zájmu odborníků i laické veřejnosti doma a v zahraničí.
Ke stavbě automobilů dali podnět bratři Kováříkové dovozem italského automobilu Ansaldo (Societa anonima automobili Ansaldo, Turín) zakoupeného v roce 1922 na výstavě vozidel ve Vídni. Stavbou byli pověřeni konstruktéři Malý a Košťál. Během dvou let byla dokončena výkresová dokumentace a následně bylo v roce 1924 přistoupeno k výrobě prvních 4 automobilů Wikov IV/16.
U této „typové“ řady byl několikrát zvětšen objem použitého, klasického čtyřválcového, čtyřdobého řadového motoru s kapalinovým chlazením a s rozvodem OHC. Původní zdvihový objem válců 985 cm³ byl v roce 1924 zvětšen na 1244 cm³ a posléze na 1340 cm³. Současně s modelem V 5/20 se pracovalo i na konstrukci šestimístného vozidla s motorem o objemu 1,94 l, který se jako typ Wikov 40 však do sériové výroby dostal až v roce 1933. Po těchto zkušenostech (1924–1926) se stavbou automobilů Wikov IV/16, IV/18 a V/20 přistoupili v roce 1925 ve Wikovu ke konstrukci a v roce 1926 k výrobě prvního sériového automobilu vlastní konstrukce, označeného jako Wikov 7/28.
Počty vyrobených kusů se různí. Nejčastěji se udává, že Wikovy s motorem 985 cm³ byly vyrobeny 2, potom 4 vozy Wikov IV/16, 20 vozů Wikov IV/18 a 40 vozů Wikov V/20, tj. celkem 66 vozů. Jiný zdroj udává, že v roce 1925 bylo vyrobeno asi 5 vozů IV/16 a koncem roku 1925 bylo vyrobeno 15 vozů V/20. Je rovněž možné, že nové, silnější motory se montovaly do dříve vyrobených, "starších" vozů.  

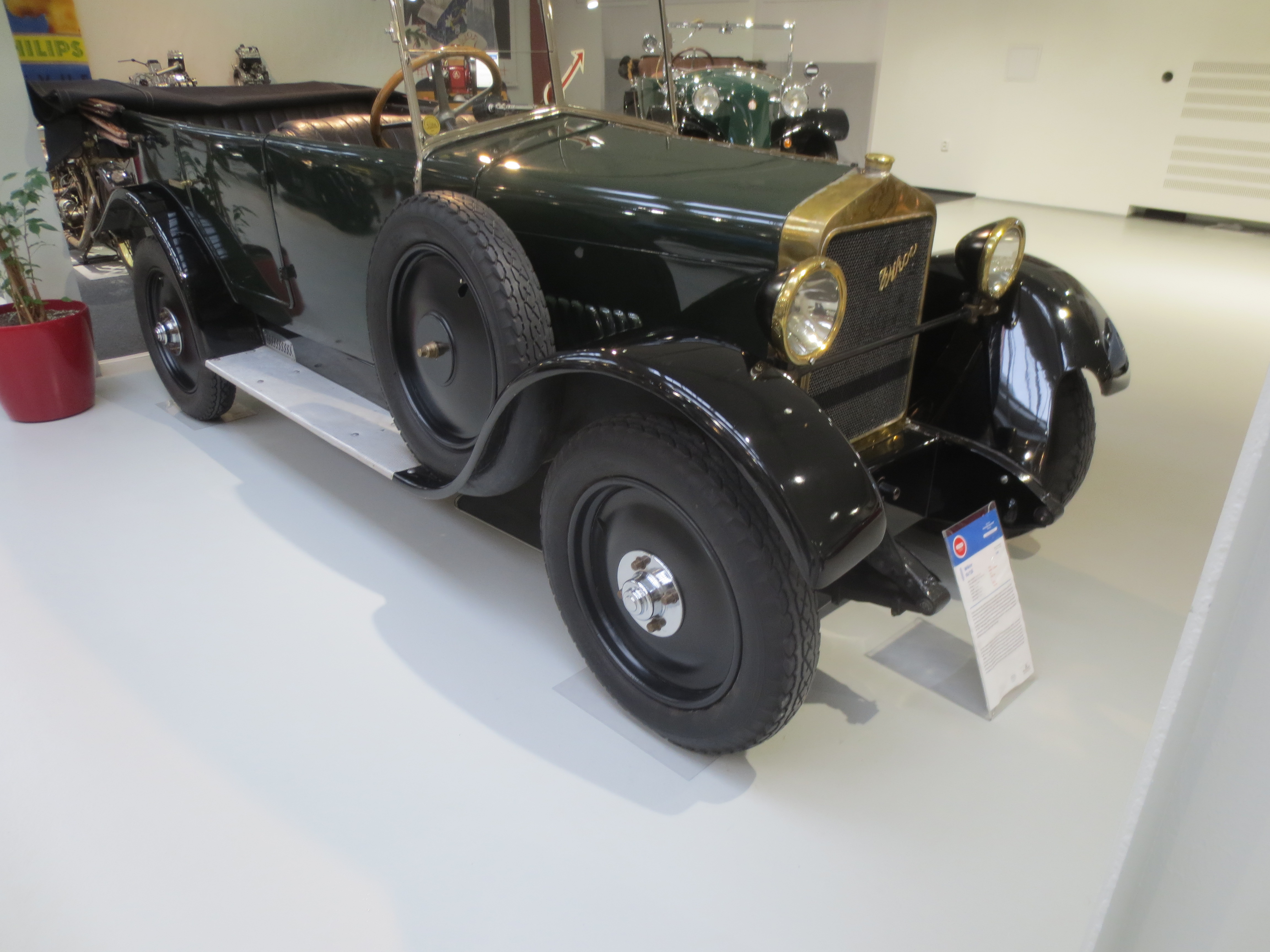
Wikov IV/16 (1924), bez dvířek u řidiče

## Motor
Zážehový, kapalinou chlazený řadový čtyřválec (R4) měl rozvod OHC a objem 1244 cm³ (vrtání 62 mm x zdvih 103 mm) s dvěma ventily na válec, karburátor a byl bez přeplňování. Spalovací prostor byl opracován dle patentu Ansaldo. Dosahoval výkonu 12,0 kW (16,0 k) při 2600 ot/min. Síla motoru přes mechanickou třístupňovou převodovku poháněla zadní nápravu. Motor uděloval vozu maximální rychlost 70 km/h.
Ještě předtím, inspirováni italským vozem Ansaldo Tipo 4C (1922), byly v roce 1923 postaveny dva zkušební automobily s čtyřválcovým vodou chlazeným motorem s rozvodem OHC o objemu válců 985 cm³ (vrtání 56 mm × zdvih 100 mm) a výkonu 8,8 kW (12 k) při 2000 ot/min.
Následný motor pro typ Wikov V/20 (opět řadový čtyřválec s rozvodem OHC) se zdvihovým objemem 1340 cm³ dosahoval výkonu 14,7 kW/20 k, se kterým vůz dosahoval maximální rychlosti až 80 km/h.

## Podvozek
V počátcích výroby bylo rozhodnuto vyrábět karoserie na cizí podvozky Ansaldo, než bude vybudována vlastní karosárna. Podvozek měl vpředu i vzadu tuhou nápravu a podélná listová pera. Přední brzdy vůz neměl, zadní byly mechanické, bubnové. Řízení bylo šnekové, s volantem na pravé straně. Kola plná, disková připevněná k nápravám 4 šrouby.

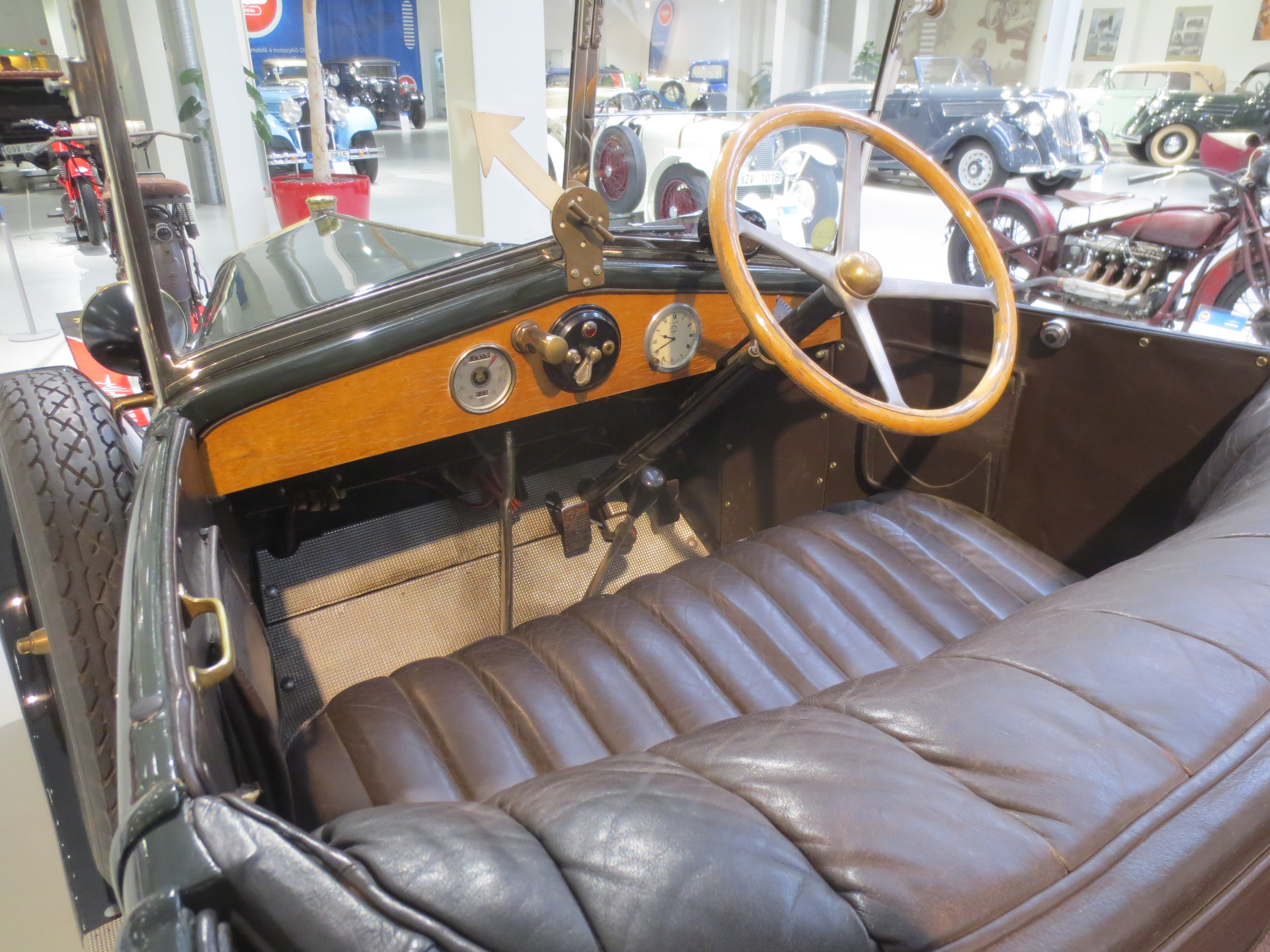
Wikov IV/16 (1924), pracoviště řidiče

## Karoserie
První automobily byly vyráběny v jediné variantě karoserie - jako třídveřový čtyřmístný faeton s jednoduchou plátěnou sklápěcí střechou. Karoserie při použití silnějších motorů IV/18 a V/20 byly téměř shodné s vozem IV/16. Až na motor měly stejné parametry jako typ IV/16. Jednoduchá otevřená karoserie měla dvoje dvířka na levé straně, vpravo byla dvířka pouze pro pasažéry na zadním sedadle. Na místě řidičových dveří resp. těsně před ním bylo namontováno rezervní kolo, takže on musel nastupovat předními levými dveřmi. Nezvyklé bylo také umístění pedálu plynu vlevo od brzdového pedálu.

## Dochované exempláře
Wikov IV/16 z roku 1924 je historicky nejzajímavějším exponátem Muzea historických automobilů v Olomouci (Veteran Arena). Jedná se o jediný dochovaný prototyp vozu v pojízdném stavu (podvozek číslo 102). Mimo domovského muzea je příležitostně tento vůz vystavován na veteránských akcích a soutěžích elegance, jako tomu bylo např. v červnu 2015 Chateau Loučeň Concours d´Elegance, kde bylo vystaveno celkem 18 automobilů Wikov a nebo na akci Wikov Honoratus v Prostějově (2011).